# Пегов, Владимир Викторович
Влади́мир Ви́кторович Пе́гов (род. 23 апреля 1951, Пензенская область) — советский легкоатлет, специалист по барьерному бегу. Выступал на всесоюзном уровне в 1970-х годах, бронзовый призёр чемпионата СССР, победитель и призёр первенств всесоюзного значения. Представлял Ленинград и спортивное общество «Буревестник». Мастер спорта СССР. Тренер по лёгкой атлетике.

## Биография
Владимир Пегов родился 23 апреля 1951 года в Пензенской области.
Начал заниматься лёгкой атлетикой в 1963 году в городе Балаково Саратовской области, в 1968 году переехал на постоянное жительство в Ленинград, где учился в Государственном институте физической культуры имени П. Ф. Лесгафта. Проходил подготовку под руководством заслуженных тренеров Виктора Васильевича Атаманова и Ярополка Петровича Сидорова, выступал за добровольное спортивное общество «Буревестник».
Впервые заявил о себе на всесоюзном уровне в сезоне 1972 года, когда на июньских соревнованиях в Москве пробежал 400 метров с барьерами за 51,3. Выполнил норматив мастера спорта СССР.
В 1976 году принимал участие в чемпионате СССР в Киеве, в 400-метровом барьерном беге показал результат 50,79.
В 1977 году на чемпионате СССР в Москве в беге на 400 метров с барьерами установил свой личный рекорд (50,56) и завоевал бронзовую награду, уступив лишь дончанину Василию Архипенко и москвичу Дмитрию Стукалову.
В июне 1978 года в той же дисциплине с результатом 50,99 занял пятое место на всесоюзном старте в Тбилиси.
После завершения спортивной карьеры в 1979—1989 годах Пегов работал тренером в ленинградской Школе высшего спортивного мастерства по лёгкой атлетике. С 2009 года — старший инструктор-методист Спортивной школы олимпийского резерва «Академия лёгкой атлетики Санкт-Петербурга». Вёл активную работу в Спортивной федерации лёгкой атлетики Санкт-Петербурга.